# Tadeusz Banachiewicz

Gedenktafel im botanischen Garten Krakaus

Tadeusz Banachiewicz (geboren 13. Februar 1882 in Warschau, Russisches Kaiserreich; gestorben 17. November 1954 in  Krakau) war ein polnischer Astronom, Mathematiker und Geodät.

## Leben und Werk
Banachiewicz studierte an der Universität Warschau und nach deren Schließung durch die Russische Herrschaft 1905 in Göttingen, wo er Wacław Sierpiński kennenlernte. 1915 habilitierte er sich an der Universität Kasan und arbeitete bis 1918 als Astronom an den Sternwarten mehrerer russischer Universitäten, zuletzt in Dorpat. Nach der Restauration Polens wurde er 1918 Professor an der TU-Warschau und ein Jahr später an der Jagiellonen-Universität in Krakau und Direktor der dortigen Sternwarte. 1922 wurde er Mitglied der Polska Akademia Umiejętności.
1923 stellte er in ihrem Bulletin seine „Cracovian-Theorie“ (Krakauer Kalkül) vor, eine besondere Art von Matrizenalgebra, die ihm internationale Anerkennung brachte. Bei diesen „Krakowianen“ wird die Matrizenmultiplikation nach der Regel „Spalte mal Spalte“ durchgeführt. Banachiewicz wandte sie in der Himmelsmechanik an. Außerdem lieferte er wichtige Arbeiten zur Himmelsmechanik, insbesondere zur Bahnbestimmung von Kometen und zur astronomischen Störungsrechnung.
1925 gründete er die Zeitschrift Acta Astronomica. Von 1932 bis 1938 war er Vizepräsident der Internationalen Astronomischen Union und gleichzeitig der erste Präsident der Polnischen Astronomischen Gesellschaft. Am 6. November 1939 wurde er zusammen mit anderen Krakauer Professoren im Rahmen der Sonderaktion Krakau verhaftet und in das KZ Sachsenhausen deportiert. 1946 wurde er Mitglied der Royal Astronomical Society und 1952 der Polska Akademia Nauk. Er war Ehrendoktor der Universität Warschau, der Universität Posen und der in Sofia.
Der Mondkrater Banachiewicz und der Asteroid (1286) Banachiewicza sind nach ihm benannt.